# Alphabet phonétique international cursif
Les lettres et autres symboles de l'alphabet phonétique international ont une forme cursive utilisée dans les manuscrits et pour la prise de notes. On peut occasionnellement les retrouver dans des publications imprimées lorsque l'imprimeur ne possède pas de polices supportant les symboles de l'API et que  ces derniers étaient donc écrits à la main. Cependant, cette écriture cursive est aujourd'hui devenue plutôt rare ; l'API cursif n'est plus enseigné ni même inclus dans le manuel de l'API.[réf. nécessaire]

## Développement

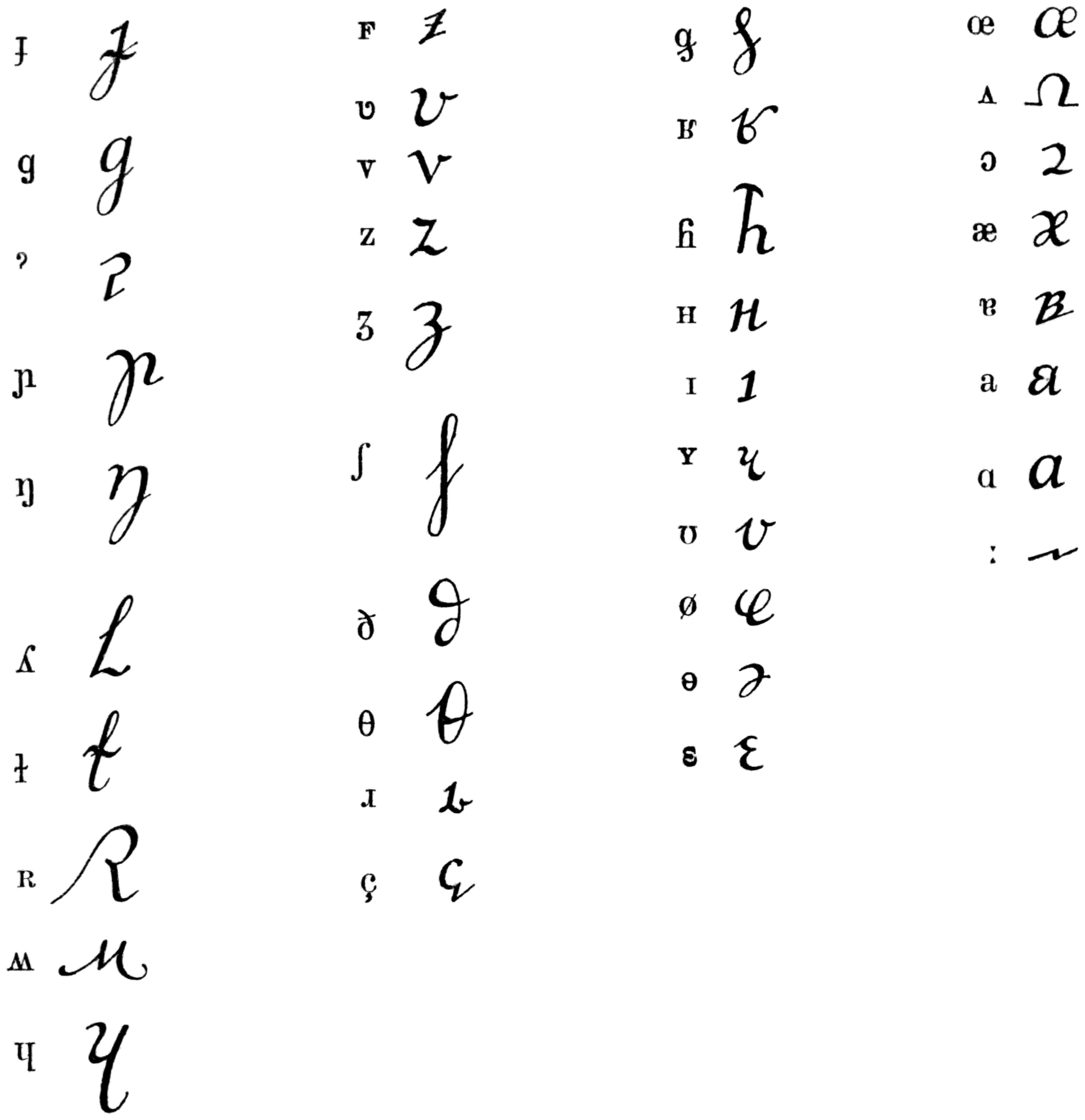
Forme cursive de l'API présentée dans l'édition de 1912 des Principes de l'Association phonétique internationale. Deux de ces lettres sont aujourd'hui obsolètes : ‹ ǥ › a été remplacé par ‹ ɣ › et ⟨F⟩ par ‹ ɸ ›.
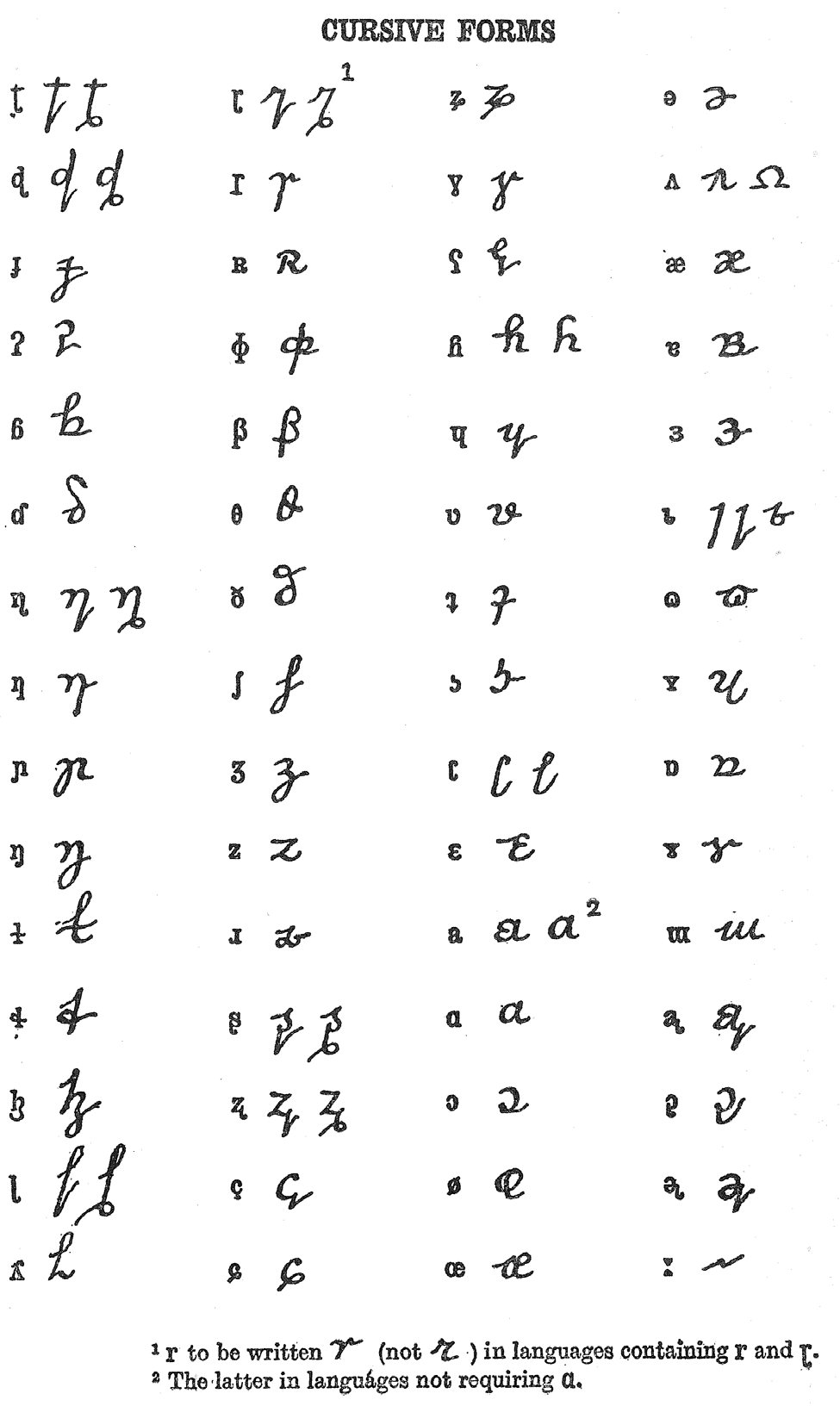
Forme cursive de l'API présentée dans l'édition de 1949. Plusieurs nouvelles lettres ont été introduites. Les lettres avec long enjambement ‹ ƞ › et ‹ ɼ › sont obsolètes, tout comme les lettres clics ‹ ʇ ʖ ʗ › (aujourd’hui notées ‹ ǀ ǁ ǃ ›), les voyelles relâchées ‹ ɩ ɷ › (aujourd’hui ‹ ɪ ʊ ›) et le crochet rhotique sous les voyelles rhotiques ‹ ᶏ ᶗ ᶕ › (aujourd’hui ‹ a˞ ɔ˞ ɚ ›).

## Exemple
L'extrait suivant provient du manuel de l'API de 1912 :

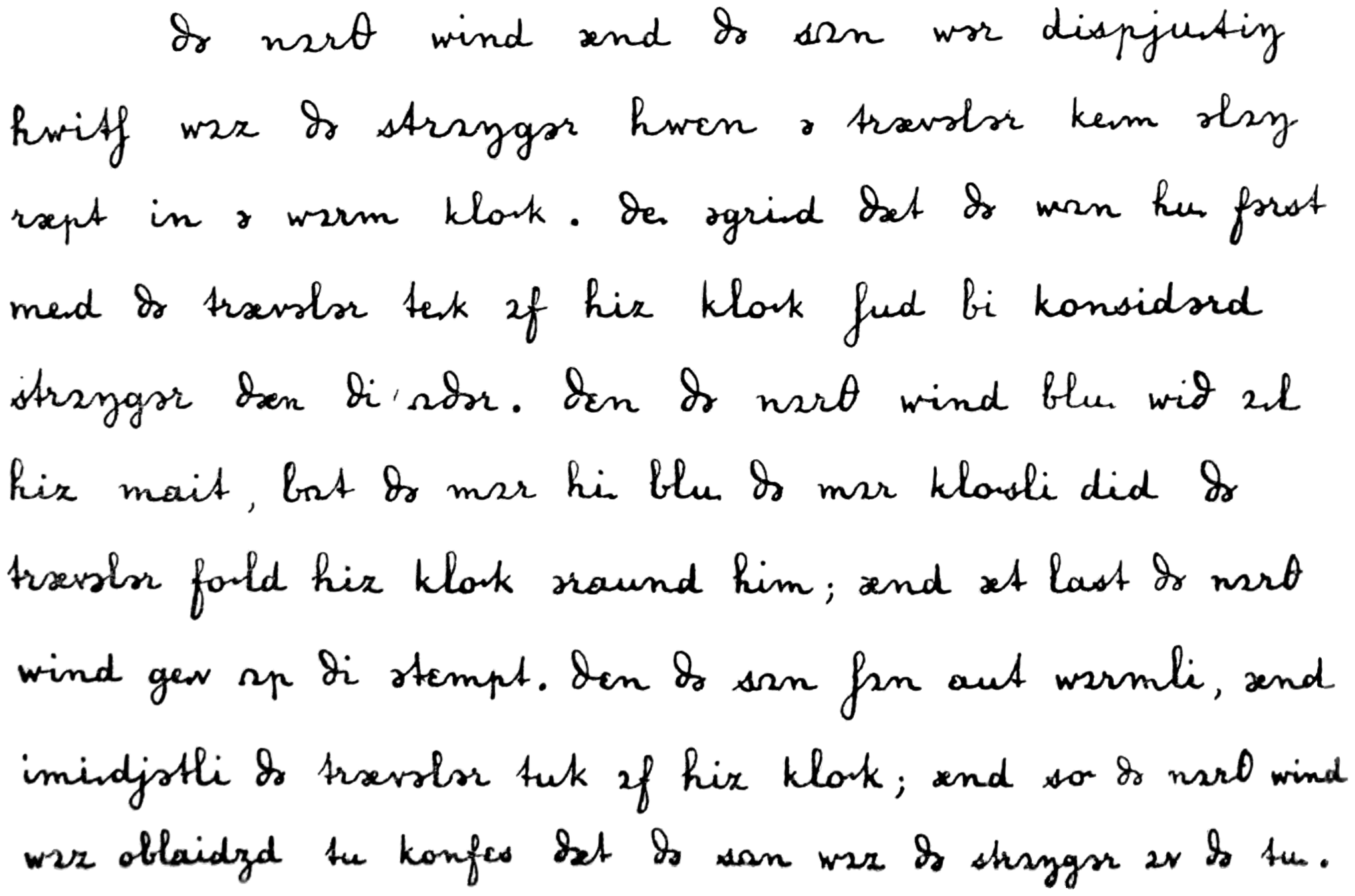
The North Wind and the Sun en anglais du Nord.

| ðə nɔɹθ wind ənd ðə sʌn wɛɹ dis′pjuːtiŋ hwitʃ wəz ðə strɔŋɡəɹ, hwɛn ə travləɹ keːm ə′lɔŋ rapt in ə wɔɹm kloːk. ðeː ə′ɡriːd ðət ðə wʌn huː fəɹst meːd ðə travləɹ teːk ɔf hiz kloːk ʃud bi kon′sidəɹd strɔŋɡəɹ ðən ði ʌðər. ðɛn ðə nɔɹθ wind bluː wiθ ɔːl hiz mait, bʌt ðə mɔːɹ hiː bluː, ðə mɔːɹ kloːsli did ðə travləɹ foːld hiz kloːk ə′raund him; ənd ət last ðə nɔɹθ wind ɡeːv ʌp ði ə′tɛm(p)t. ðɛn ðə sʌn ʃɔn aut wɔːrmli, ənd i′miːdjətli ðə travləɹ tuk ɔf hiz kloːk; ənd soː ðə nɔrθ wind wəz ɔ′blaidʒd to kon′fɛs ðət ðə sʌn wəz ðə strɔŋɡəɹ əv ðə tuː. | The north wind and the sun were disputing which was the stronger, when a traveler came along wrapped in a warm cloak. They agreed that the one who first made the traveler take off his cloak should be considered stronger than the other. Then the north wind blew with all his might, but the more he blew, the more closely did the traveler fold his cloak around him; and at last the north wind gave up the attempt. Then the sun shone out warmly, and immediately the traveler took off his cloak; and so the north wind was obliged to confess that the sun was the stronger of the two. | Le vent du nord et le soleil se disputaient [pour savoir] qui était le plus fort, quand un voyageur est arrivé enveloppé dans un manteau chaud. Ils furent d'accord que celui qui en premier ferait enlever son manteau au voyageur devrait être considéré plus fort que l'autre. Alors le vent du nord souffla de toutes ses forces, mais plus il soufflait, plus le voyageur rabattait (?) son manteau autour de lui ; et finalement le vent du nord abandonna. Alors le soleil brilla vivement, et le voyageur retira immédiatement son manteau ; et donc le vent du nord fut obligé de reconnaître que le soleil était le plus fort des deux. |